# Odontonema laxum
Odontonema laxum är en akantusväxtart som beskrevs av V.M. Baum. Odontonema laxum ingår i släktet Odontonema och familjen akantusväxter. Inga underarter finns listade i Catalogue of Life.